# Desa Hegarsari (administrativ by i Indonesien, lat -7,44, long 107,02)
Desa Hegarsari är en administrativ by i Indonesien.   Den ligger i provinsen Jawa Barat, i den västra delen av landet, 140 km söder om huvudstaden Jakarta.